# 旧是枝近有邸
旧是枝近有邸（きゅうこれえだちかありてい）は、大阪府堺市北区に所在する歴史的建築物。国の登録有形文化財に登録されている。

## 概要
開業医であった是枝近有が自ら設計し、彼の患者でもあった宮大工・村田蔵元によって施工された住居兼診療所。1931年 (昭和6年) 築。当地にはかつて相賀池という大きなため池があり、当館は池に突き出た半島の先端に建っていた。池は昭和40年代に埋め立てられ、現在は跡形もない。2002年 (平成14年) 2月14日、登録有形文化財となった。

## 建築
木造4階建、モルタル塗、セメント瓦葺き、建築面積52平方メートル。四方に急傾斜の袴腰を持つ四方対称造で中央に展望台を配置。2層分のコリント式柱で支えるベランダ、角が丸く処理された壁を持つ特徴的な意匠である。壁は人造石を洗い出して石造風に見せている。

## 交通アクセス
- 南海高野線百舌鳥八幡駅より徒歩3分